# Fabricius György
Fabricius György (Falkenstein, 16. század – 17. század) evangélikus lelkész, költő.

## Élete
Teschenből, ahol udvari prédikátor volt, ment 1609-ben Kassára, ahol 1617-ig volt lelkész. Elnyerte a „császári poéta laureatus” címet.

## Munkái
- Festa festorvm; Hoc est Trivm Concionvm in Svmmis Anni Festivitatibus nempe Nativitatis Christi, Paschatis et Pentecostes, Ad Populum Cassoviensem habitarum Idea. Cassoviae, 1611.
- Excubiae Angelicae seu tres Conciones de Angelis. Olsuae, 1611.